# فلتان
فِلتان (فرانسوی: Felletin‎؛ ‏تلفظ فرانسوی: [fɛltɛ̃]) یک کمون در دپارتمان کروز واقع در ناحیۀ نوول-آکیتن در مرکز فرانسه است. در این ناحیه که مملو از دریاچه ها و رودخانه است، جنگل‌داری و کشاورزی رواج دارد. 